# جيمس فوربس (عالم نبات)
جيمس فوربس (1773-1861) (بالإنجليزية: James Forbes)‏ هو عالم نبات بريطاني.